# 馬德里手稿 (達文西)

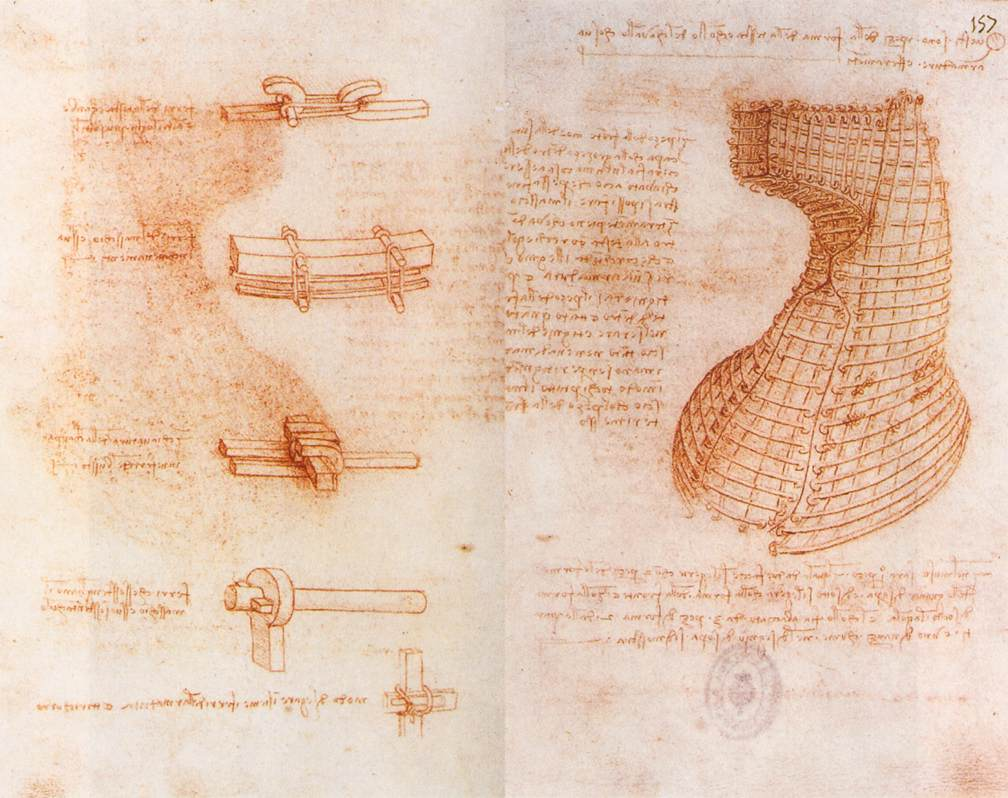
手稿上的斯福爾扎紀念碑

馬德里手稿（義大利語：Codici di Madrid）是達文西的手稿，即馬德里手稿I和II（I – Ms. 8937 i  II – Ms. 8936），其中I創作于1490-99年間，II創作于1503-05年間。 這兩份手稿失蹤了很久，直到1966年才發現於馬德里的西班牙國家圖書館藏品中。

## 歷史
在達文西死後，他的朋友弗朗西斯科·梅爾奇成為了這份手稿的所有人。大約半個世紀之後由腓力二世御用雕刻家彭佩奧·萊奧尼從梅爾奇的兒子奧拉齊奧的手中買下此作，將其帶到了西班牙。 在萊奧尼1608年逝世之後，手稿傳到了弗朗西斯科·德·戈維多居住在馬德里的朋友胡安（Juan de Espina）手中。
1623年未來的查理一世前往馬德里時對其產生了興趣，但是胡安拒絕出售這份手稿。 1712年手稿藏在西班牙國家圖書館，但此後便失去了蹤跡，直到1967年才再次被人發現。

## 外部連結
- BNE, Leonardo interactivo （页面存档备份，存于）
- Vanguardia （页面存档备份，存于）
- Teresa Mosque Mesa, National Library (Espagne). . Madrid: Ministry of Culture. 1989.
- Leonardo da Vinci: anatomical drawings from the Royal Library, Windsor Castle （页面存档备份，存于）, exhibition catalog fully online as PDF from The Metropolitan Museum of Art, which contains material on Codex Madrid (see index)